# Лавалетт, Антуан
Антуа́н де Лавале́тт (фр. Antoine de Lavalette; 1708—1767) — иезуит, торговые операции которого на острове Мартиника послужили поводом к изгнанию иезуитов из Франции.
Родился в купеческой семье, вступил в орден иезуитов в 1725 году в Тулузе. Учился в коллеже в Родезе, затем в 1737—1741 годах изучал богословие в парижском Лицее Людовика Великого. В 1740 году рукоположён. В 1741 году был направлен на Мартинику для исправления существенных недостатков в работе тамошней иезуитской миссии, успешно справился со своей задачей и оказался на хорошем счету у руководства ордена.
В 1752 году в связи с распространившимися слухами о коммерческой деятельности Лавалетта был вызван в Европу для отчёта перед главой иезуитов Иньяцио Висконти. Оправдавшись, вернулся на Мартинику уже в качестве начальника всех французских иезуитских миссий в Латинской Америке, но с категорическим запретом заниматься торговыми операциями. Этот запрет не был выполнен Лавалеттом.
Постепенно его бизнес, связанный с производством в Карибском бассейне и последующей продажей в Европу тростникового сахара, кофе и индиго, столкнулся с финансовыми трудностями, вынудившими Лавалетта залезть в долги. Затем из-за эпидемии на островах число работников и выработка заметно упали, а Семилетняя война привела к потере Лавалеттом ряда торговых судов. В результате его неплатёжеспособности французский банк, ссудивший ему деньги, обанкротился, а французский суд постановил обратить взыскание долга на всё Общество Иисуса во Франции. В результате Лавалетт был в 1762 году изгнан из ордена, но это не помогло делу, и в 1767 году Людовик XV запретил деятельность иезуитов во Франции. Сам Лавалетт после изгнания вернулся в Европу и провёл последние годы жизни в Тулузе.